# Скириты
Скириты (др.-греч. Σκῑρῖται) — известные по древнегреческим источникам жители Скиритиды, горной области на Севере Лаконики.
Скириты отличались воинственностью и неприхотливостью, к тому же они, как правило, проявляли верность спартанцам. Поэтому они составляли особый легковооруженный отряд в спартанском войске. Этот отряд имел привилегию — он всегда занимал место на левом, наиболее опасном, крыле фаланги. На марше скириты двигались впереди колонны. В лагере выполняли задачу охранения. Обычно скиритам поручались самые опасные функции. В некотором смысле, в спартанском войске они выполняли роль конницы. Известен эпизод со скиритами во время сражения при Мантинее 418 г. до н. э.